# Гарікан
Гарікан (перс. حريقان) — село в Ірані, у дегестані Кугпає, у бахші Новбаран, шагрестані Саве остану Марказі. За даними перепису 2006 року, його населення становило 81 особу, що проживали у складі 28 сімей.

## Клімат
Середня річна температура становить 9,57 °C, середня максимальна – 27,97 °C, а середня мінімальна – -12,05 °C. Середня річна кількість опадів – 265 мм.
| Клімат поселення                              | Клімат поселення | Клімат поселення | Клімат поселення | Клімат поселення | Клімат поселення | Клімат поселення | Клімат поселення | Клімат поселення | Клімат поселення | Клімат поселення | Клімат поселення | Клімат поселення | Клімат поселення |
| Показник                                      | Січ.             | Лют.             | Бер.             | Квіт.            | Трав.            | Черв.            | Лип.             | Серп.            | Вер.             | Жовт.            | Лист.            | Груд.            |                  |
| Середній максимум, °C                         | 4,18             | 6,08             | 9,13             | 15,95            | 21,23            | 26,64            | 27,97            | 27,96            | 23,63            | 17,78            | 11,39            | 5,83             |                  |
| Середня температура, °C                       | −3,93            | −2,03            | 1,02             | 7,84             | 13,12            | 18,52            | 22,25            | 22,26            | 17,93            | 12,08            | 5,68             | 0,12             |                  |
| Середній мінімум, °C                          | −12,05           | −10,15           | −7,11            | −0,27            | 5,00             | 10,42            | 16,56            | 16,54            | 12,23            | 6,38             | −0,04            | −5,59            |                  |
| Норма опадів, мм                              | 33               | 35               | 49               | 43               | 36               | 5                | 2                | 1                | 0                | 10               | 20               | 31               |                  |
| Середньомісячна швидкість вітру, м/с          | 1.77             | 2.20             | 2.63             | 2.89             | 2.54             | 2.29             | 2.28             | 2.22             | 2.06             | 1.99             | 1.67             | 1.84             |                  |
| Середньомісячна сонячна радіація, кДж/м²·день | 8563             | 11313            | 14061            | 17707            | 21842            | 26566            | 25968            | 23586            | 20281            | 14731            | 10495            | 8403             |                  |
| --------------------------------------------- | ---------------- | ---------------- | ---------------- | ---------------- | ---------------- | ---------------- | ---------------- | ---------------- | ---------------- | ---------------- | ---------------- | ---------------- | ---------------- |
| Джерело:                                      |                  |                  |                  |                  |                  |                  |                  |                  |                  |                  |                  |                  |                  |